# Sevillana (estación)
La estación sencilla Sevillana, hace parte del sistema de transporte masivo de Bogotá llamado TransMilenio inaugurado en el año 2000.

## Ubicación
La estación está ubicada en el sector sur de la ciudad, específicamente sobre la Autopista Sur  Tiene acceso por medio de puente peatonal en la Carrera 61A ubicada al lado occidental
Atiende la demanda de los barrios Isla del Sol, Las Delicias y sus alrededores.
En las cercanías están el frigorífico Guadalupe, la planta sur de Gaseosas Colombianas S.A. (Postobón) y la zona industrial de la Autopista Sur.

## Origen del nombre
La estación recibe su nombre de la cercana planta productora de aceites La Sevillana, hizo de referencia en este punto de Bogotá.

## Historia
La inauguración de la estación se realizó el 15 de abril de 2006, siendo parte del tramo comprendido entre las estaciones Alquería y Portal Sur - JFK Cooperativa Financiera de la Troncal NQS.
El día 9 de marzo de 2012, protestas manifestadas por jóvenes en su mayoría menores de edad, bloquearon en repetidas veces la troncal NQS Sur. Las protestas dejaron destruidas parte de esta estación del sistema.

## Servicios de la estación

### Servicios troncales
| Tipo                                | Rutas al Norte | Rutas al Oriente | Rutas al Sur |
| ----------------------------------- | -------------- | ---------------- | ------------ |
| Ruta fácil                          | 4              |                  | 4            |
| Expresos todos los días todo el día | D22            | M47              | G22 G47      |

### Esquema
| ← Norte |         |            |
| D22M47  | 4       | Carrera 63 |
| Vagón 2 | Vagón 1 | Puente     |
| G22G47  | 4       | Carrera 63 |
| Sur →   |         |            |

### Servicios urbanos
Así mismo funcionan las siguientes rutas urbanas del SITP en los costados externos a la estación, circulando por los carriles de tráfico mixto sobre la Avenida NQS, con posibilidad de trasbordo usando la tarjeta TuLlave:
| Código | Sector                  | Dirección             | Rutas                                 |
| ------ | ----------------------- | --------------------- | ------------------------------------- |
| 044A10 | H Estación La Sevillana | Autopista Sur - KR 60 | A506A601K505K635 579 599 C701 P7 T163 |
| 057A09 | G Estación Sevillana    | Av. NQS - KR 57       | G505G506H601H635 579 599 C701 P7 T163 |

## Ubicación geográfica
| Noroeste: Kennedy                            | Norte: F Pradera - Plaza Central | Nordeste: Kennedy |
| Oeste: G C.C. Paseo Villa del Río - Madelena |                                  | Este: G Venecia   |
| Suroeste: Tunjuelito                         | Sur: H Portal Tunal              | Sureste: H Parque |